# 공명 해왕성 바깥 천체
공명 해왕성 바깥 천체(Resonant trans-Neptunian object)는 해왕성 바깥 천체이면서 공전주기가 해왕성의 공전주기와 정수비관계인 궤도 공명을 이루는 천체를 가리킨다.

## 분포

해왕성 바깥 천체의 분포, 빨간색이 공명해왕성바깥천체이다.

센타우루스 소행성군도 비교를 위해 넣었다. 해왕성과 궤도 공명을 이루는 천체들의 위에 수직 막대로 비를 표시했다. 1:1은 해왕성 트로이족, 2:3은 명왕성과 명왕성족을 가리킨다.
명왕성과 같이 해왕성의 공전주기의 3/2배인 것을 2:3으로 표기하든 3:2로 표기하든 해왕성 바깥천체는 해왕성의 공전주기 이상이기 때문에 혼동을 초래하지 않는다.
한편 어떤 천체의 공전주기가 해왕성의 A/B 배라면 이것은 이 천체가 B번 공전하는 동안 해왕성은 A번 공전하는 것을 뜻한다. 이문서에서는 명왕성을 2:3 공명식으로 표시하겠다.

## 사례

### 2:3 공명
2:3공명은 장반경 39.4AU, 공전주기 약 250년이다. 명왕성을 따서 명왕성족이라고 부르며 100개정도 발견됐다.
- 명왕성
- 90482 오르쿠스

### 3:5 공명
공전주기 약 275년 장반경 42.3AU이다.

### 1:2 공명
1:2 공명은 일대이족에서 나타난다.

### 1:1 공명
1:1공명은 해왕성 트로이족에서 나타난다. (다른 공명이나 다른 라그랑주점은 불안정하다)